# شهرستان ایلفوو
شهرستان ایلفوو (به لاتین: Ilfov County) یک județ در رومانی است که در رومانی واقع شده‌است.

## خصوصیات
شهرستان ایلفوو ۳۸۸٬۷۳۸ نفر جمعیت دارد.